# 毛果枣
毛果枣（学名：Ziziphus attopensis）为鼠李科枣属下的一个种。

## 扩展阅读
- 維基物種上的相關：毛果枣